# Yelü Dashi
Yelü Dashi (chiń. 耶律大石; pinyin Yēlǜ Dàshí; 1087–1143) – władca Kitanów, założyciel Chanatu Karakitanów. Prowadził walki z turkojęzycznymi muzułmanami Azji Środkowej. Przez nestorian uważany był za opiekuna.
Postać Yelü Dashi mogła być inspiracją do powstania wśród zachodnich chrześcijan legendy o Królestwie Księdza Jana.